# Козери-Нові
Козери-Нові (пол. Kozery Nowe) — село в Польщі, у гміні Гродзиськ-Мазовецький Ґродзиського повіту Мазовецького воєводства.
Населення — 183 особи (2011).
У 1975-1998 роках село належало до Варшавського воєводства.

## Демографія
Демографічна структура станом на 31 березня 2011 року:
|          | Загалом | Допрацездатний вік | Працездатний вік | Постпрацездатний вік |
| -------- | ------- | ------------------ | ---------------- | -------------------- |
| Чоловіки | 91      | 20                 | 63               | 8                    |
| Жінки    | 92      | 11                 | 62               | 19                   |
| Разом    | 183     | 31                 | 125              | 27                   |